# Ulrich Fahrner
Ulrich Fahrner va ser un tirador suís que va competir a començaments del segle xx.
El 1920 va prendre part en els Jocs Olímpics d'Anvers, on disputà dues proves del programa de tir. Guanyà la medalla de bronze en la prova de rifle lliure 300 metres, 3 posicions per equips, mentre es desconeix la posició exacta en què finalitzà la prova individual.